# Jean Baldassari
Jean Baldassari (* 18. Dezember 1925 in Rueil-Malmaison; † 10. Dezember 2018 in Liginiac) war ein französischer Radrennfahrer und nationaler Meister im Radsport.

## Sportliche Laufbahn
Baldassari war italienischer Herkunft, seine Eltern flohen vor dem Mussolini-Regime aus Italien nach Frankreich. Als Amateur fuhr er für den Verein VC Levallois. Seine ersten internationalen Erfolge waren die Siege im Manx International, einem international stark besetzten Eintagesrennen auf der Isle of Man 1946 und 1947. Als Amateur konnte er zweimal vordere Plätze bei den UCI-Straßen-Weltmeisterschaften belegen; 1946 wurde er als 10., 1947 als 6. klassiert. 
1948 wurde er Berufsfahrer beim französischen Radsportteam La Perle-Hutchinson. In jenem Jahr wurde er französischer Meister in der Einerverfolgung in der Lizenzklasse der Unabhängigen. Er blieb bis 1955 Profi. Zweimal konnte er bei der Marokko-Rundfahrt Etappen gewinnen, dazu siegte er bei einigen kleineren Rennen. Dreimal fuhr die Tour de France im Team von Louison Bobet. Sein bestes Ergebnis dabei war der 30. Platz 1950. 1952 wurde er französischer Vize-Meister beim Straßenrennen der Profis. Nach seiner Karriere war er lange Zeit Präsident des Radsportveines von Liginiac. Im Alter von 91 Jahren hörte er auf, auf der Straße zu fahren, trainierte aber weiterhin jeden Tag auf einem Heimtrainer.

## Berufliches
Nach seiner Laufbahn arbeitete er als Kesselbauer und dann als Handelsvertreter.